# Julius Epstein (pianista)
Julius Epstein (Zagabria, 7 agosto 1832 – Vienna, 3 marzo 1926) è stato un pianista croato naturalizzato austriaco di origine ebraica.

## Biografia
Nato nell'attuale Croazia, allora parte dell'Impero austriaco, sposò Amalija Mautner dalla quale ebbe il figlio Richard, noto pianista e pedagogo.
Epstein studiò ad Agram con il direttore di coro Vatroslav Lichtenegger e a Vienna con Johann Rufinatscha (composizione) e con Anton Halm (pianoforte). Debuttò nel 1852, e presto divenne il più noto pianista e insegnante di Vienna.
Dal 1867 al 1901 fu professore di pianoforte al conservatorio di Vienna, dove ebbe come allievi, tra gli altri, Ignaz Brüll, Marcella Sembrich, Mathilde Kralik, Gustav Mahler, Benito Bersa e Richard Robert.
Epstein curò la revisione delle sonate per pianoforte di Beethoven, del "Sämmtliche Klavierwerke" di Mendelssohn e del "Kritisch Durchgesehene Gesammtausgabe" di Schubert, tra le altre. Morì a Vienna all'età di 93 anni.
Le sue due figlie, Rudolfine (violoncellista) e Eugénie (violinista) ottennero un grosso successo in una tournée di concerti, in Germania e Austria, nella stagione 1876 - 1877. Suo figlio Richard, fu anch'egli professore di pianoforte al conservatorio di Vienna. Epstein fu buon amico di Johannes Brahms e di Ferdo Livadić nonché mentore di Gustav Mahler.
Nel 1846, Epstein fondò, assieme ai suoi fratelli Jakov (Giacomo) e Vatroslav (Ignazio), la società di beneficenza "Društvo čovječnosti" Zagreb (Società umanitaria) che aiutava i poveri e i bisognosi nei regni di Croazia-Slavonia e Dalmazia.